# Hereroïta
L'hereroïta és un mineral de la classe dels fosfats. Rep el nom del poble Herero, una de les agrupacions tribals indígenes de la regió on es troba la mina Kombat.

## Característiques
L'hereroïta és un arsenat de fórmula química [Pb32(O,◻)21](AsO₄)₂[(Si,As,V,Mo]O₄)₂Cl10. Va ser aprovada com a espècie vàlida per l'Associació Mineralògica Internacional l'any 2011, sent publicada per primera vegada el 2012. Cristal·litza en el sistema monoclínic.
Segons la classificació de Nickel-Strunz, l'hereroïta pertany a «08.BO: Fosfats, etc. amb anions addicionals, sense H₂O, només amb cations de mida gran, (OH, etc.):RO₄ sobre 1:1» juntament amb els següents minerals: nacafita, preisingerita, petitjeanita, schumacherita, atelestita, hechtsbergita, smrkovecita, kombatita, sahlinita, heneuïta, nefedovita, kuznetsovita, artsmithita i schlegelita.
L'exemplar que va servir per a determinar l'espècie, el que es coneix com a material tipus, es troba conservat a les col·leccions del Museu d'Història Natural de Londres (Anglaterra), amb el número de registre: bm2010,101.

## Formació i jaciments
Va ser descoberta a la mina Kombat, situada a Grootfontein, dins la regió d'Otjozondjupa (Namíbia), l'únic indret de tot el planeta on ha estat descrita aquesta espècie mineral. Es troba en forma de grans de cristal·lins de color taronja, generalment inferiors a 1 mm de mida, i formant també agregats de fins a 3 mm aproximadament.